# Sylva Fischerová
Sylva Fischerová (* 5. listopadu 1963 Praha) je česká básnířka, prozaička a klasická filoložka.

## Biografie
Studovala francouzštinu na jazykové škole v Brně, v roce 1983 začala studovat filozofii na Filozofické fakultě UK a fyziku na Matematicko-fyzikální fakultě UK, v roce 1985 přešla na klasickou filologii na FF UK, kde v roce 1991 absolvovala s diplomovou prací Problém jednoty areté u Platóna (na dialogu Prótagoras).
V letech 1995–2003 absolvovala tamtéž postgraduální studium, které zakončila disertační prací Mohou Múzy lhát? (Múzy v prooimiu Hésiodovy Theogonie). V době studií se také provdala za novináře a spisovatele Martina Komárka.
Od roku 1992 pracuje v Ústavu řeckých a latinských studií jako odborná asistentka, v roce 2020 se zde habilitovala prací Hippokratovský spis O přirozenosti člověka. V současnosti přednáší starou řeckou literaturu, náboženství a filosofii na Karlově univerzitě.
Je autorkou jedenácti básnických sbírek, píše také povídky, romány a knihy pro děti.
Za knižní rozhovor s filosofem Karlem Flossem Bůh vždycky zatřese stavbou (Praha 2011) obdržela Cenu Nadace českého literárního fondu.
V roce 2018 se stala první básnířkou města Prahy.

### Rodina
Je dcerou českého filosofa a prvního poválečného rektora Univerzity Palackého Josefa Ludvíka Fischera a psycholožky Jarmily Fischerové (1926–1992). Byla nevlastní sestrou básnířky Violy Fischerové a švagrovou spisovatelů Karla Michala a Josefa Jedličky.
Její dcera Ester Fischerová také píše poezii, je autorkou dvou básnických sbírek.

## Dílo

### Odborná literatura
- Původ poezie (2006), ed. Sylva Fischerová a Jiří Starý
- Mýtus a geografie (2008), ed. Sylva Fischerová a Jiří Starý
- Hippokratés. Vybrané spisy I (2012), ed. Hynek Bartoš a Sylva Fischerová
- Medicína mezi jedinečným a univerzálním (2012), ed. Aleš Beran a Sylva Fischerová
- Starodávné bejlí. Obrysy populární a brakové literatury ve starověku a středověku (2016), ed. Sylva Fischerová a Jiří Starý
- Hippokratés. Vybrané spisy II (2018), ed. Hynek Bartoš a Sylva Fischerová
- Je také spolu s J. Šulcem editorkou spisů svého otce J. L. Fischera: J. L. Fischer, Výbor z díla I–III (2007–2013)

### Knižní rozhovor
- FLOSS, Karel, FISCHEROVÁ, Sylva: Bůh vždycky zatřese stavbou, Vyšehrad Praha, 2011, ISBN 978-80-7429-136-4

### Beletrie
- Chvění závodních koní (1986)
- Velká zrcadla (1990)
- V podsvětním městě (1994)
- Šance (1999)
- Zázrak (2005)
- Krvavý koleno (2005)
- Júla a Hmýza (2006)
- Anděl na okně (2007)
- Tady za rohem to všechno je (2011)
- Pasáž (2011)
- Egbérie a Olténie (2011)
- Evropa je jako židle Thonet, Amerika je pravý úhel (2012)
- Mare (2013)
- Sestra duše (2015)
- Bizom aneb Služba a mise (2016)
- Světový orloj (2017)
- Kostel pro kuřáky/A Church for Smokers (2019)
- Elza a Muchomůrka (2022)

### Beletrie v překladech
- The Tremor of Racehorses: Selected Poems (UK, Bloodaxe Books, 1990)
- Att leva: Dikter om frihet (s Denise Levertov a Frances Horowitz; Švédsko, Studiekamratens, 1994)
- Cud (Polsko, ATUT, 2008)
- The Swing in the Middle of Chaos (UK, Bloodaxe Books, 2010)
- Dood, waar is je wapen? (Nizozemsko, Voetnoot, 2011)
- Stomach of the Soul (USA, Calypso Editions, 2014)
- Europa ein Thonet Stuhl, Amerika ein rechter Winkel: Ein poetischer Roadtrip durch die Neue Welt (Německo, Balaena 2018)
- Die Weltuhr. Gedichte (Německo, Klak Verlag 2019)
- Kostel pro kuřáky/A Church for Smokers (dvoujazyková edice, Praha, Novela Bohemica 2019)